# Sjørring Vold
Sjørring Vold, eller som stedet ofte benævnes på egnen, Sjørring Volde, er resterne af en middelalderlig borg i Sjørring i Thy. Det blev fredet i 1885, og fra at være i privat eje, blev stedet opkøbt af A/S Sjøring Vold i 1918. 

## Navnet
Navnet har efter den lokale folkeetymologi været forklaret som "Sjø-ring"; at voldstedet danner en ring ved søen. "Sjø-ring" forklares af andre med, at et par mænd skulle have fundet en skat, der var nedsænket i søen. Den halede de op efter en ring, der brast, og kisten gik til bunds igen. Det eneste, mændene blev stående med, var ringen, de havde holdt fast i. Denne lod de fæste til indersiden af kirkedøren på Sjørring kirke; men senere brast ringen, så kun halvdelen hænger der i dag.  Denne "sø-ring" skulle stedet så være opkaldt efter. Men i Knytlingesaga kaldes stedet Sævarendæ, og i kong Valdemars jordebog Syorændæ, oversat til moderne dansk "Søens Ende", som betegner voldstedet ved søens østre ende. I 1365 hed stedet Sjørendh, der nærmer sig den senere lokale udtale af navnet, Sjørind. 

## Historie
Tidspunktet for opførelsen af anlægget, der er det betydeligste i Thy, kendes ikke. Det er omtalt i Knytlingesaga, hvor Knud den Hellige berettes at have opholdt sig på kongsgården i Sjørring under sin flugt fra oprørske vendelboer i 1086. Oplysningen anses for tvivlsom, og Ælnoth angiver i stedet, at kong Knud tog vejen over Limfjorden ved Aggersborg, som skal være blevet ødelagt ved den lejlighed.
Anlægget består af en central borgbanke, en såkaldt motte, hvor der må antages at have stået et mindre fæstningstårn af træ. Udenom motten er en grav, der har været fyldt med vand fra den nu udtørrede Sjørring Sø. Derefter kommer en firkant af høje volde, der dog ikke slutter sig hele vejen rundt, da vandet skulle have adgang. Broer har skabt forbindelse fra tårnet på motten over voldene til omverdenen. Der må have hørt en avlsgård til borgen, en gård der har ligget uden for voldene; måske hvor kroen senere kom til at ligge. Stedet er omtalt som Brogård, hvilket kan være en forvanskning af Borggård. 
Sjørring Volde er beliggende ved den vigtigste vej, der går øst for borgen, på et sted, hvor der må have været en overfart eller et vadested over Sjørring Sø og den sammenhængende Sperring Sø, altså et strategisk vigtigt sted. Først i Valdemars jordebog fra 1230’erne dukker Sjørring op som kongelev, dvs. ejendom
tilhørende kongemagten.  Under rigets opløsning må stedet være overgået til lokale adelsmænd, for det generhverves af kronen under Valdemar Atterdag i 1365 fra 6 adelige brødre af slægten Glob – Poul, Niels, Jens, Anders, Laurens og Peder. Stedet må derfor have været en kongsgård, hvad der kan forklare, at Sjørring kirke er blandt de største i Thy. Muligvis holdt Hundborg herredsting til i Sjørring, for syd for kirken lå en galgebakke. En sådan var altid knyttet til en tinghøj, og en overpløjet høj gik under navnet Tingbakken. 
Der er gjort fund af våben, keramik og redskaber fra den ældre middelalder, og muligvis også våben fra vikingetiden.
Nationalmuseet begyndte i efteråret 1945 en udgravning af voldstedet, men den blev standset efter kort tid af regeringen på grund af landets økonomi.
Sjørring Volde har i nyere tid fungeret som udflugtsmål og sted for folkemøder sammen med den nærliggende kro, og er nu en efterskole.

## I litteraturen
Et sted i Erik Pontoppidans Danske Atlas (Theatricum Dania fra 1730), fandt Thit Jensen et par linjer fra en gammel folkevise:
Fra Sjørring Volde til Vesterhav
lader Paris kaste den lønnegrav.
(Paris Hjaltesøn var bannerfører hos Knud den Hellige.) Thit Jensen var optaget af folkevisens prins Nilaus, søn af Svend Estridsen, bror til Knud den Hellige, gift med prinsesse Lucilia af England. Parret kendes kun fra folkevisen, der bosatte dem ved Sjørring Sø. Det lå ikke så afsides den gang som nu; Viborg og Ribe var rigets vigtigste steder, som Skåne og Sjælland til sammenligning lå langt fra. Sommeren 1905 besøgte Thit Jensen en bror i Thisted, og cyklede ud til voldresterne i Sjørring. Hun skrev så trekantdramaet Prins Nilaus af Danmark, hvor den gode, men vage og vege prins Nilaus bliver gift med den den sky engelske prinsesse. Forholdet kompliceres, da den handlekraftige Paris Hjaltesøn dukker op på Sjørringborgen.